# Poupartia chapelieri
Poupartia chapelieri là một loài thực vật có hoa trong họ Đào lộn hột. Loài này được (Guillaumin) H. Perrier miêu tả khoa học đầu tiên năm 1944.